# Tragia schlechteri
Tragia schlechteri là một loài thực vật có hoa trong họ Đại kích. Loài này được Pax miêu tả khoa học đầu tiên năm 1898.